# Чигвелл (станція метро)
51°37′04″ пн. ш. 0°04′32″ сх. д. / 51.617778° пн. ш. 0.075556° сх. д.
Чигвелл (англ. Chigwell) — станція Центральної лінії Лондонського метрополітену. Станція знаходиться у Чигвелл, Еппінг-Форест, Ессекс, у 4-й тарифній зоні, на петлі Гаїнолт між метростанціями — Родінг-веллі та Грендж-гілл. В 2018 році пасажирообіг станції — 0.48 млн пасажирів
Конструкція станції — наземна відкрита з двома прямими береговими платформами.

## Історія
- 1 травня 1903: початок трафіку Great Eastern Railway[en][3]
- 29 листопада 1947: закриття станції у складі London and North Eastern Railway[en].[3]
- 21 листопада 1948: відкриття станції у складі Центральної лінії.[3]

## Пересадки
На автобуси London Buses маршруту 167 та шкільний маршрут 667

## Послуги
| Попередня станція | Лінія | Лінія                                           | Лінія | Наступна станція |
| ----------------- | ----- | ----------------------------------------------- | ----- | ---------------- |
| Родінг-веллі      |       | Лондонське метро Центральна лінія петля Гаїнолт |       | Грендж-гілл      |